# Tinea cruris
Tinea cruris is een schimmelinfectie door bijvoorbeeld Epidermophyton floccosum in de liezen, aan de anus en op de benen en veroorzaakt een jeukend en branderig gevoel. Aangetaste plekken worden rood of bruin en de huid wordt schilferig, laat los of vertoont scheurtjes.
De infectie begint meestal aan beide liezen tegelijk met 1 tot 1,5 cm grote plekken. De infectie verspreidt zich meestal langs de binnenkant van de dijen naar beneden. Ook de penis kan besmet raken, dit in tegenstelling tot andere soorten infecties.

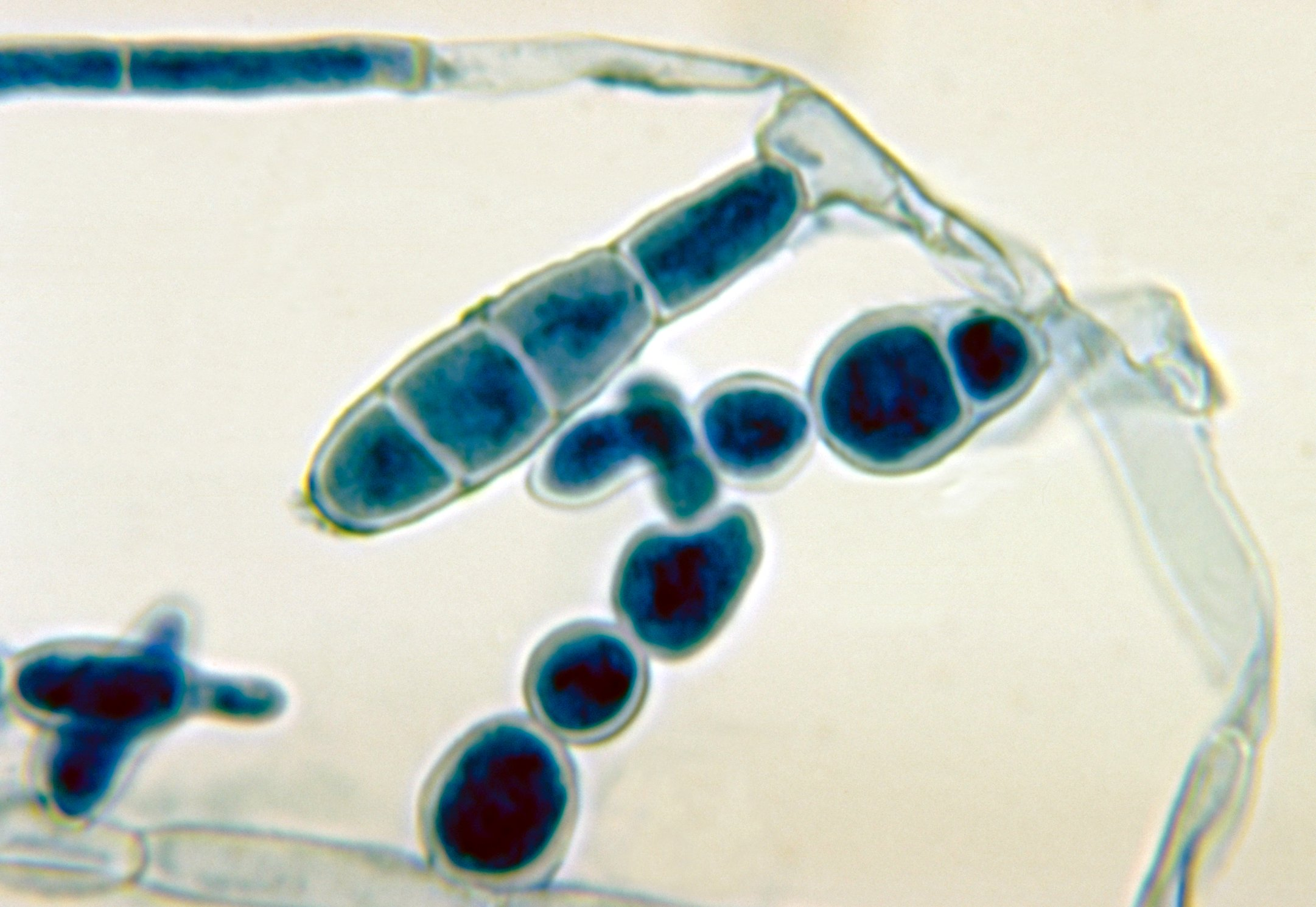
Macroconidia van de schimmel Epidermophyton floccosum